# Minjar
Minjar (russisch Миньяр) ist eine Stadt in der Oblast Tscheljabinsk (Russland) mit 10.194 Einwohnern (Stand 14. Oktober 2010).

## Geografie

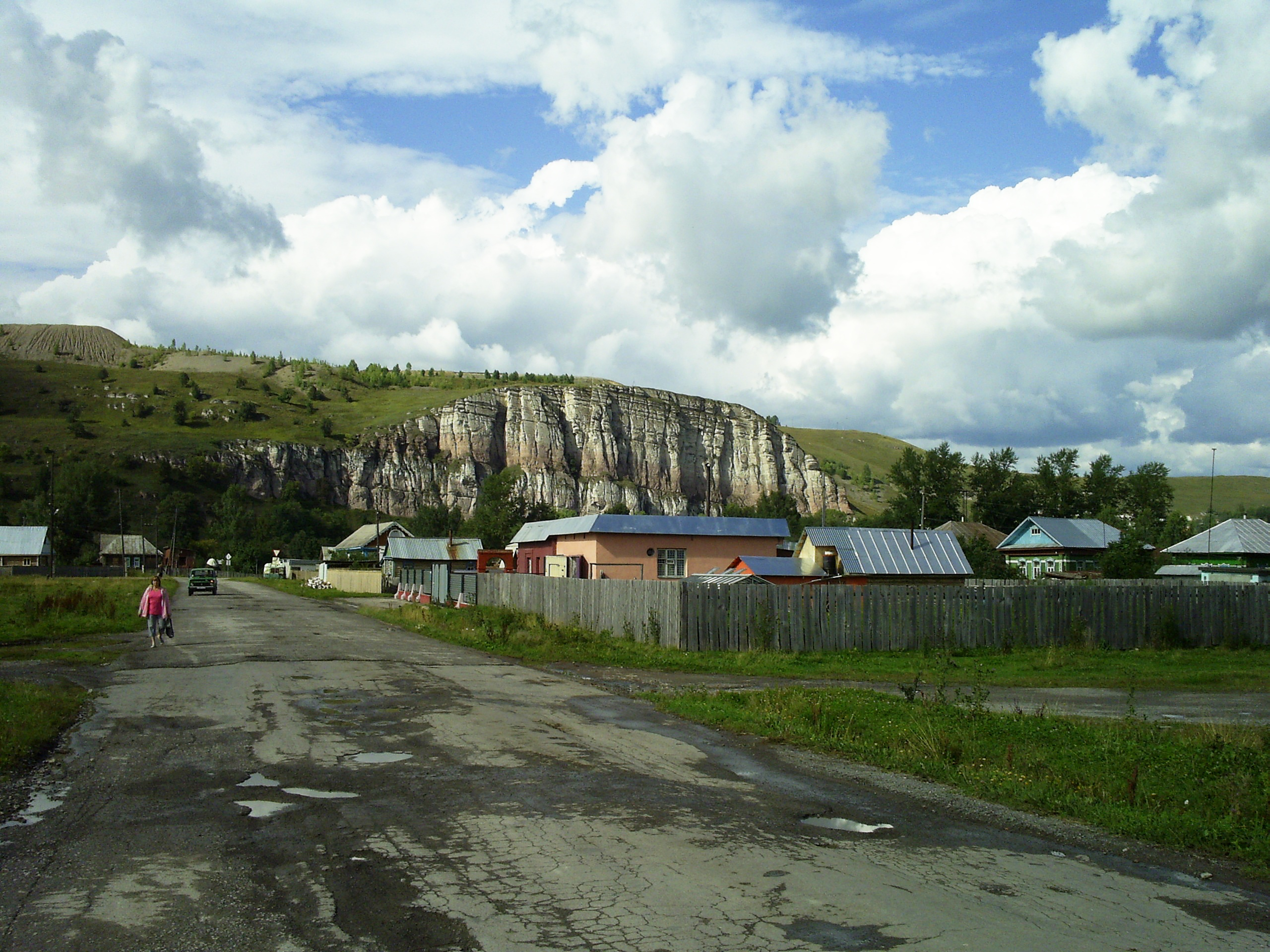
Straßenszene in Minjar

Die Stadt liegt an der Westflanke des Südlichen Ural etwa 360 km westlich der Oblasthauptstadt Tscheljabinsk am Sim, einem rechten Nebenfluss der in die Kama mündenden Belaja.
Minjar gehört zum Rajon Ascha.
Die Stadt liegt an der Südstrecke der Transsibirischen Eisenbahn Moskau–Samara–Tscheljabinsk–Omsk (Streckenkilometer 1745 ab Moskau). Wenige Kilometer südlich der Stadt verläuft die Fernstraße M5 Moskau–Tscheljabinsk.

## Geschichte
Minjar entstand 1771 im Zusammenhang mit dem Bau des Eisenwerkes Minjarski Sawod. Das Werk wurde 1784 in Betrieb genommen und war Ende des 18./ Anfang des 19. Jahrhunderts ein bedeutender Lieferant für Dachbleche in die Gouvernements Zentralrusslands. Am 14. Mai 1943 erhielt der Ort unter dem heutigen Namen Stadtrecht.

### Bevölkerungsentwicklung
| Jahr | Einwohner |
| ---- | --------- |
| 1939 | 9.849     |
| 1959 | 15.389    |
| 1970 | 13.512    |
| 1979 | 12.486    |
| 1989 | 12.930    |
| 2002 | 11.032    |
| 2010 | 10.194    |

Anmerkung: Volkszählungsdaten

## Kultur und Sehenswürdigkeiten
Im Stadtzentrum sind eine Kirche vom Ende des 18. Jahrhunderts und Denkmale der Industriearchitektur aus dem 19. Jahrhundert erhalten.
Nahe der Stadt befindet sich ein alpines Skisportzentrum regionaler Bedeutung.

## Wirtschaft
In Minjar gibt es zwei große Schotterbrüche und eine Schraubenfabrik.